# Право на избор пола у области МАР
Право на избор пола у области медицинске асистиране репродукције  веома је остљиво питање које задире не само у права новорођеног детета већ и и бројна грађанска права, а може нанети и штету друштву у целини. У Републици Србије ово право је регулисано Кодексом медицинске етике   Лекарске коморе Србије, у коме је наведено да се поступци медицински асистиране репродукције (акроним МАР) не могу користити у циљу избор пола, осим да се избегавање озбиљне наследне болести везане за пол.

## Дефиниција СЗО
Светска здравствена организација медицинску асистирану репродукцију дефинише као појам који обухвата 
| „ | „репродукцију путем индукције овулације, контролисане стимулације јајника, изазивање овулације, поступке асистиране репродуктивне технологије (АРТ), као и интраутерине, интрацервикалне односно интравагиналне оплодње семеном мужа/партнера или донора“. | ” |

## Опште информације
У том смислу да би се избегле било какве манипулације око избора пола или других карактеристика детета Закон о биомедицински потпомогнутој оплодњи многих земаља света изричито забрањује оплодњу јајне ћелије „посебним избором семених ћелија које су посебно изабране да би се родило дете одређеног пола“, односно предузимање других поступака који повећавају могућност да ембрион буде одређеног пола.
Такође забрањени су и поступци којима се повећава или обезбеђује могућност да се у „in vitro” ембриону може одредити пол. Једини изузетак када је дозвољено предузимати радње у циљу избора пола будућег детета предвиђен је за случај да „се на тај начин спречава настанак тешке наследне болести која је у вези са полом детета“. Такође законодавци многих земаља забрањују и спровођење преимплантационе генетске дијагностике, као средства и одабир гамета, односно ембриона одређеног пола, као и вештачку модификацију, односно промену генетске основе репродуктивних ћелија или ембриона ради промене генетске основе детета у циљу бирања пола детета у поступку медицински асистиране репродукције.

### Правна регулатива избора пола у МАР у појединим земљама
Медицински асистирана репродукција је у већини европских земаља и другим већим земаљама законски дозвољена и јасно регулисана, или забрањена (видети табелу).
| Земља                | Дијагноза наследних болести | Анеуплоиди - скрининг | Избор имунокомпатибилних ембриона | Избор пола | Други разлози (нпр избор аномалије) |
| -------------------- | --------------------------- | --------------------- | --------------------------------- | ---------- | ----------------------------------- |
| Немачка              | не                          | да                    | не                                | не         | не                                  |
| Аустрија             | да                          | не                    | не                                | не         | да                                  |
| Швајцарска           | да                          | да                    | не                                | не         | не                                  |
| Белгија              | да                          | да                    | да                                | не         | не                                  |
| Кина                 | да                          | да                    |                                   | не         | не                                  |
| Данска               | да                          | да                    |                                   |            |                                     |
| Луксембург           | да                          | не                    | да                                |            |                                     |
| Индија               | да                          | да                    |                                   | не         |                                     |
| Ирска                |                             |                       |                                   |            |                                     |
| Израел               | да                          | да                    |                                   | да         |                                     |
| Италија              | не                          | не                    | не                                | не         | не                                  |
| Јапан                | да                          | не                    |                                   |            | не                                  |
| Луксембург           |                             |                       |                                   |            |                                     |
| Холандија            | да                          | да                    | не                                | не         |                                     |
| Норвешка             | да                          |                       | да                                |            |                                     |
| Португалија          | да                          | да                    | да                                |            |                                     |
| Шведска              | да                          |                       | да                                |            |                                     |
| Шпанија              | да                          |                       | да                                |            |                                     |
| Јужна Африка         | да                          | да                    |                                   |            | не                                  |
| Уједињено Краљевство | да                          | да                    | да                                | не         |                                     |
| САД                  | да                          | да                    | да                                | да         | да                                  |

Италија је једна од ретких земаља која правно забрањује преимплантациону генетску дијагностику (ПГД ), док се она не спроводи у Ирској и Луксембургу из других разлога.